# Finnish International 1991
Die Finnish Open 1991 fanden vom 22. bis zum 24. März 1991 in Helsinki statt. Es war die 2. Austragung dieser internationalen Meisterschaften von Finnland im Badminton. Mit einem Preisgeld von 35.000 US-Dollar wurde das Turnier als 2-Sterne-Turnier in der Grand-Prix-Wertung eingestuft.

## Medaillengewinner
| Disziplin    | Gold                           | Silber                      | Bronze                                 |
| ------------ | ------------------------------ | --------------------------- | -------------------------------------- |
| Herreneinzel | Liu Jun                        | Chen Rong                   | Claus Thomsen                          |
| Herreneinzel | Liu Jun                        | Chen Rong                   | Steve Butler                           |
| Dameneinzel  | Tang Jiuhong                   | Helen Troke                 | Zhou Lei                               |
| Dameneinzel  | Tang Jiuhong                   | Helen Troke                 | Huang Hua                              |
| Herrendoppel | Chen Hongyong Chen Kang        | Huang Zhanzhong Zheng Yumin | Li Yongbo Tian Bingyi                  |
| Herrendoppel | Chen Hongyong Chen Kang        | Huang Zhanzhong Zheng Yumin | Jan Paulsen Henrik Svarrer             |
| Damendoppel  | Gillian Clark Nettie Nielsen   | Pan Li Wu Yuhong            | Margit Borg Charlotta Wihlborg         |
| Damendoppel  | Gillian Clark Nettie Nielsen   | Pan Li Wu Yuhong            | Rosalina Riseu Sumiati                 |
| Mixed        | Henrik Svarrer Maria Bengtsson | Max Gandrup Gillian Clark   | Ricky Subagja Eliza Nathanael          |
| Mixed        | Henrik Svarrer Maria Bengtsson | Max Gandrup Gillian Clark   | Jan-Eric Antonsson Christine Magnusson |

## Finalergebnisse
| Disziplin    | Sieger                         | Finalist                    | Ergebnis            |
| ------------ | ------------------------------ | --------------------------- | ------------------- |
| Herreneinzel | Liu Jun                        | Chen Rong                   | 15–3, 15–2          |
| Dameneinzel  | Tang Jiuhong                   | Helen Troke                 | 11–7, 11–8          |
| Herrendoppel | Chen Hongyong Chen Kang        | Huang Zhanzhong Zheng Yumin | 10–15, 15–12, 15–12 |
| Damendoppel  | Gillian Clark Nettie Nielsen   | Pan Li Wu Yuhong            | 15–9, 14–17, 15–11  |
| Mixed        | Henrik Svarrer Maria Bengtsson | Max Gandrup Gillian Clark   | 15–12, 15–9         |